# Gert Boyle

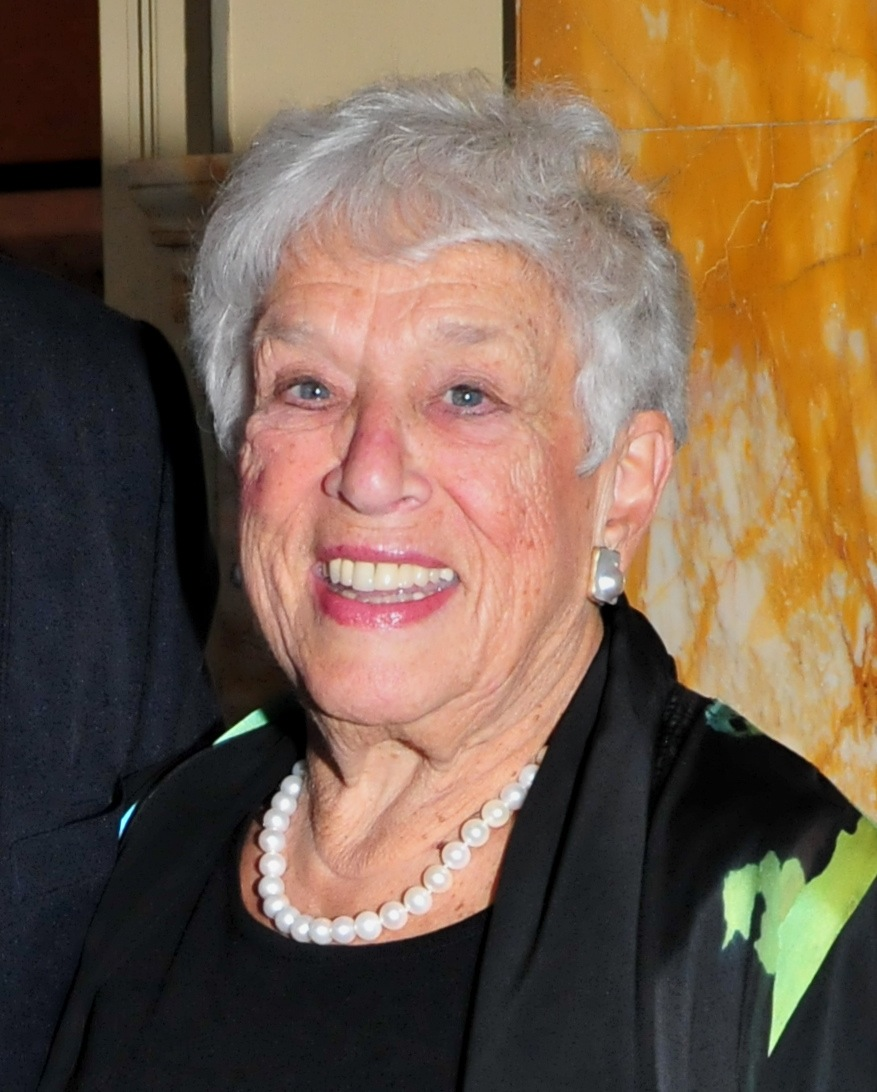
Gert Boyle, 2013

Gert Boyle, geboren als Gertrude Lammfromm (* 6. März 1924 in Augsburg; † 3. November 2019 in Portland) war eine deutsch-amerikanische Unternehmerin und langjährige Chefin des Sportartikelherstellers Columbia Sportswear.

## Herkunft und Kindheit
Die Tochter des  jüdischen Augsburger Textilfabrikanten Paul Lammfromm und dessen Ehefrau Marie, geborene Epstein, kam 1924 in Augsburg zur Welt.
1937 floh die Familie vor der nationalsozialistischen Diktatur und deren Antisemitismus nach Portland in Oregon/USA.
Dort kaufte ihr Vater Paul Lamfrom eine Hutfabrik, die Rosenfeld Hat Company, und benannte sie in Columbia Hat Company um. Schon bald erweiterte er seine Produktion um die Sparte Outdoorkleidung.

## Karriere
1948 heiratete Gert den irischstämmigen Joseph Cornelius Neal Boyle, den sie während ihrer Studienzeit kennengelernt hatte.
Schon bald übernahm sie mit ihm die Geschäftsleitung des nun unter dem Namen Columbia Sportswear firmierenden  Textilherstellers.
1970, nach dem frühen Tod des Ehemannes, begann Gert Boyle durch kluge Unternehmensführung das Unternehmen vor einer bevorstehenden Pleite zusammen mit ihrem Sohn Timothy Boyle zu retten und in ein globales Mehrmarkenunternehmen auszubauen. Hatte sie sich bis zum Tod ihres Mannes kaum um geschäftliche Belange gekümmert, so entwarf sie nun eine wasserdichte Anglerjacke, wurde zur firmeneigenen Werbeikone, baute das Produktionsprogramm aus und verantwortete 1975 zusammen mit Timothy die Einführung von Gore-Tex-Parkas, womit Columbia Sportswear Vorreiter war.
1988 trat sie als Firmenpräsidentin zurück und übergab die Geschäftsführung ihrem Sohn, blieb aber weiterhin Vorstandsvorsitzende.

## Persönliches
Neben ihrem Sohn Timothy (* 1949) hatte Gert Boyle noch die Töchter Kathy Boyle (* 1952) und Sally Boyle (* 1958).
Kathy ist Künstlerin und Immobilienverkäuferin, und Sally ist Mitinhaberin von Moonstruck Chocolates, einem gehobenen Chocolatier.
2010 wurde Gert Boyle Opfer eines Raubüberfalles in ihrem Haus in West Linn, sie konnte Alarm auslösen und wurde von der Polizei befreit.
In Gedenken an ihre Schwester Hildegard Lamfrom, eine Molekularbiologin, die an einem Gehirntumor verstarb, engagierte sich Gert Boyle als Mäzenin verschiedener Gesundheitsinstitutionen.
Gert Boyle starb am 3. November 2019 im Alter von 95 Jahren in Portland.